# Marcela Štastná
Marcela Štastná rozená Jelínková (12. července 1937, Praha) je bývalá československá a česká sportovní plavkyně.
Plavat se naučila v 10 letech na Berounce, kam jezdila s rodiči na letní byt (chatu). Závodnímu plavání se začala věnovat v pražském klubu Spartak Praha ČKD-Stalingrad (dnešní Bohemians Praha). Připravovala se pod vedením svého otce, ale velký vliv na jejím sportovním růstu měli i Jan Taška a především Zdeněk Drbohlav. Specializovala se na tehdy mladou sportovní disciplínu motýlek.
Československo reprezentovala v kategorii žen od svých 18 let. V roce 1958 startovala na mistrovství Evropy v Budapešti, kde na 100 m motýlek nepostoupila z rozplaveb do dalších bojů. S polohovou štafetou skončila ve finále na 7. místě, když plavala prsařský úsek – motýlkářský úsek plavala československá rekordwoman Marta Skupilová. V roce 1960 neuspěla při nominaci na olympijské hry v Římě a v roce 1961 ukončila sportovní kariéru.
Provdala se za reprezentačního kolegu Jaroslava Šťastného, se kterým měla dvě děti. K závodnímu plavání se vrátila po revoluci 1989 v 55 letech jako veteránka. Pravidelně se účastní plaveckých závodů ve své věkové kategorii.